# Кейсі Аффлек
Кейсі Аффлек (англ. Casey Affleck, нар.12 серпня 1975, Фелміз, Массачусетс) — американський актор та кінорежисер, лауреат премії «Оскар» (2016) за головну роль у фільмі «Манчестер біля моря». Брат актора і режисера Бена Аффлека.

## Життєпис
Кейсі Аффлек народився у Фелмізі, штат Массачусетс, в сім'ї вчительки Кріс Болдт і колишнього театрального актора Тімоті Байєрса Аффлека. Батько Кейсі свого часу змінив безліч професій, серед яких соціальний працівник, двірник, автомеханік і т. д. Він має англійські, ірландські, німецькі, шотландські, французькі та шведські корені. Кейсі Аффлек — молодший брат Бена Аффлека.
Навчався в Університеті Джорджа Вашингтона та Колумбійському університеті.

## Кар'єра
Вперше Кейсі Аффлек знявся в кіно, коли йому виповнилося дванадцять років. Першою суттєвою роллю Кейсі стала участь у кінофільмі «Померти заради» (1995). Пізніше були такі кінострічки, як «У гонитві за Емі» (1997), «200 сигарет» (1999), «Гамлет» (2000), «11 друзів Оушена» (2001) та інші. Пізніше Аффлек-молодший не тільки знімався в кіно, а й пробував писати сценарії.
У 2008-му році Кейсі було номіновано на Золотий глобус та Оскар за найкращу чоловічу роль другого плану у вестерні Ендрю Домініка «Як боягузливий Роберт Форд убив Джессі Джеймса».
У 2014 році бере участь в науково-фантастичному фільмі Крістофера Нолана «Інтерстеллар», де зіграв Тома, сина Купера (Меттью Макконехі).
Лауреат премії «Оскар» (2017), «Золотий глобус» (2017) й BAFTA (2017) за головну роль у драмі  «Манчестер у моря».

## Особисте життя
3 червня 2006 року одружився після шести років стосунків із Саммер Фенікс (нар. 10 грудня 1978), сестрою акторів Рівера Фенікса та Хоакіна Фенікса. У сім'ї два сини Індіана Август (нар. 31 травня 2004) та Аттікус (нар. листопад 2007).
У 2016 Аффлек почав зустрічатися з акторкою Флоріаною Ліма. 
Кейсі є переконаним вегетаріанецем та бере участь у роботі організації «People for the Ethical Treatment of Animals». Його найкращий друг — Хоакін Фенікс. Володіє іспанською мовою.

## Вибрана фільмографія
- 1995: Померти заради / To Die For — Рассел
- 1996: Біжучи за сонцем / Race the Sun — Деніел Вебстер
- 1997: Розумник Вілл Хантінг / Good Will Hunting — Морган О'Маллі
- 1997: У гонитві за Емі / Chasing Amy — маленька дитина
- 1998: Пустельна туга / Desert Blue — Піт Кеплер
- 1999: Американський пиріг / American Pie — Том Майерс (в титрах не вказаний)
- 1999: 200 цигарок / 200 Cigarettes — Том
- 2000: Втопимо Мону! / Drowning Mona — Боббі Кальзон
- 2000: Безумно вірна дружина / Committed — Джей
- 2000: Безсмертні душі / Soul Survivors — Шон
- 2000: Гамлет / Hamlet
- 2001: Американський пиріг 2 / American Pie 2 — Том Майерс
- 2001: Одинадцять друзів Оушена / Ocean's Eleven — Віргіл Маллой
- 2002: Джеррі / Gerry — Джеррі
- 2004: Дванадцять друзів Оушена / Ocean's Twelve — Віргіл Маллой
- 2005: Самотній Джим / Lonesome Jim — Джим
- 2006: Прощальний поцілунок / The Last Kiss — Кріс
- 2007: Тринадцять друзів Оушена (фільм) / Ocean's Thirteen — Віргіл Маллой
- 2007: Як боягузливий Роберт Форд вбив Джессі Джеймса / The Assassination of Jesse James by the Coward Robert Ford — Роберт Форд
- 2007: Бувай, дитинко, бувай / Gone Baby Gone — Патрік Кензі
- 2010: Я все ще тут / I'm Still Here — самого себе
- 2010: Убивця всередині мене / The killer inside me — Лу Форд
- 2011: Як обікрасти хмарочос / Tower Heist — Чарлі Гіббс
- 2012: Паранорман / Paranorman — Мітч (голос)
- 2013: З пекла / Out of the Furnace — Родні Блаз-мол.
- 2014: Інтерстеллар / Interstellar — Том Купер
- 2016: Три дев'ятки / Triple 9 — Кріс Аллен
- 2016: Проти шторму / The Finest Hours — Рей Сіберт
- 2016: Манчестер біля моря / Manchester by the Sea — Лі Чендлер
- 2017: Історія примари / A Ghost Story — C
- 2018: Старий і зброя / The Old Man & the Gun — Джон Гант
- 2019: Світло мого життя / Light of My Life — тато
- 2019: Друзі назавжди / Our Friend — Метт
- 2020: Світ майбутній / The World to Come — Даєр
- 2021: З кожним твоїм подихом / Every Breath You Take — Філіп
- 2022: Дикі сни / Dreamin' Wild — Донні
- 2023: Оппенгеймер / Oppenheimer — Борис Паш
- 2024: Зачинщики / The Instigators — Коббі
- 2024: Прискорення / Slingshot — Джон